# Cirque Bureau
Pour les articles homonymes, voir Bureau.
 (février 2015).
Le Cirque Bureau, créé en 1854, était un cirque français fondé par Jean Bureau. De 1930 à 1954, date de sa fermeture, était dirigé par Jean Glasner.
Les spectacles proposés pendant les années :
- "Le Trio d'Hommes des Bois" par Johimy, Billa & Charlie
- "Le Quadrille Aérien", numéros de trapèze volant par les Troupes AlgévolAlexime
- "Les 4 Maunters", acrobates
- "Les Clowns Rodolpho & Landry"
- "La Troupe Bédini TafanI", équilibristes
- "Les Chevaux Pompiers"
- "Les Dècamp", barristes comiques cascadeurs
- "Les Bartros", Edouard Barbe et les frères Troussier, numéro de voltige[2]
- etc.